# بخش سامن
بخش سامن یکی از بخش‌های تابعه شهرستان ملایر در استان همدان در غرب ایران است.
شهر سامن، که یکی از قدیمی‌ترین شهرهای استان همدان می‌باشد، مرکز بخش سامن است.

## زبان
مردم بخش سامن به زبان لری تکلم می کنند.

## تقسیمات کشوری
- بخش سامن
  - دهستان آورزمان
  - دهستان حرم‌رود سفلی
  - دهستان سامن
  - دهستان سفیدکوه

نقاط شهری: سامن

## جمعیت
بخش سامن، متشکل از شهر سامن با چهار دهستان سامن، آورزمان، سفید کوه و حرم رود سفلی و دارای ۶۵ روستا، بر اساس آخرین سرشماری انجام شده در سال ۱۳۹۰ دارای ۳۱۰۶۰ نفر جمعیت در جنوب غربی شهرستان ملایر واقع شده است .
۶۴ روستای تابعه سامن: ابدر- حسن‌آباد ابدر- آورزمان- دوریجان- عباس‌آباد- مهدی‌آباد- میانزولان- دهلق- جریا- دره امیدعلی- لولوهر- موداران- ارته بلاغ- بلرتو- کلیل‌آباد- هزارجریب- اسکنان- حسین‌آباد ناظم- مالیچه- حسن کوسج- ده‌نو آورزمان- قلعه کرتیل‌آباد- کرتیل‌آباد- کهریزحسین‌آباد ناظم- ایرانه- بهمن‌آباد- شریف‌آباد طجر- ناصح‌آباد- جیجان رود- خوش‌آباد- حاجی خدر- زرشگی- ((ضرب علی)) نازول- نمازگاه- هریرز- کهکدان- محمودآباد- واشان-یونس- امیرالامرا- سراب طجر- طجرسامن- فیروزآباد- کمربنه- اردکلو- پیرسواران-انوچ- رحمان‌آباد- انجیره- زاغه- بهاره- سیاه کمر- قشلاق- علی مرادخواه- چشمه ساران- گلدره.